# Liste des joueurs de la RAA louviéroise
Cette liste reprend les 498 joueurs de football qui ont évolué à la Royale Association athlétique louviéroise depuis la fondation du club. Attention, seuls les joueurs de l'ancien club portant le matricule 93 sont présents dans cette liste. Les joueurs de l'Union Royale La Louvière Centre (matricule 213) ne doivent pas y être ajoutés.
- Haut – A
- B
- C
- D
- E
- F
- G
- H
- I
- J
- K
- L
- M
- N
- O
- P
- Q
- R
- S
- T
- U
- V
- W
- X
- Y
- Z

## A
| Joueur               | Nationalité | Position          | Date de naissance | Période(s) | Matches (dont D1) | Buts | Jaunes | Rouges |
| -------------------- | ----------- | ----------------- | ----------------- | ---------- | ----------------- | ---- | ------ | ------ |
| Anthony Abeel        | Belgique    | Gardien de but    | 15/12/1989        | 2008-2009  | 0 (0)             | 0    | 0      | 0      |
| Laurent Accou        | Belgique    | ?                 | 17/01/1973        | 1991-1993  | 0 (0)             | 0    | 0      | 0      |
| Selcuk Alageyik      | Turquie     | Défenseur         | 9/12/1983         | 2007-2008  | 27 (0)            | 1    | 6      | 1      |
| Stephan Alexandre    | Belgique    | Gardien de but    | 20/10/1970        | 1992-1993  | 1 (0)             | 0    | 0      | 0      |
| Vincenzo Alfano      | Belgique    | ?                 | 1/03/1966         | 1983-1991  | 7 (0)             | 0    | 2      | 1      |
| Adrian Aliaj         | Albanie     | Défenseur         | 24/09/1976        | 2000-2002  | 31 (31)           | 2    | 0      | 0      |
| Adel Amrouche        | Algérie     | Milieu de terrain | 7/03/1968         | 1994-?     | 0 (0)             | 0    | 0      | 0      |
| Fabrice Andreolli    | Italie      | Milieu offensif   | 7/03/1956         | 1975-1977  | 1 (1)             | 0    | 0      | 0      |
| René Andries         | Belgique    | ?                 | 9/03/1944         | 1971-1973  | 0 (0)             | 0    | 0      | 0      |
| Salvatore Anzalone   | Italie      | ?                 | 14/01/1963        | 1980-1983  | 0 (0)             | 0    | 0      | 0      |
| Philippe Arno        | Belgique    | ?                 | 8/03/1955         | 1976-1978  | 0 (0)             | 0    | 0      | 0      |
| Georges Arts         | Belgique    | Défenseur         | 10/07/1969        | 2002-2004  | 42 (42)           | 0    | 4      | 0      |
| Mathieu Assou-Ekotto | France      | Milieu de terrain | 8/04/1978         | 2004-2005  | 29 (29)           | 2    | 1      | 1      |
| Abdellah Azzouzi     | Belgique    | ?                 | ?                 | 1985-1987  | 0 (0)             | 0    | 0      | 0      |

## B
| Joueur                       | Nationalité                      | Position          | Date de naissance | Période(s)                      | Matches (dont D1) | Buts | Jaunes | Rouges |
| ---------------------------- | -------------------------------- | ----------------- | ----------------- | ------------------------------- | ----------------- | ---- | ------ | ------ |
| Souleymane Ba                | Belgique                         | ?                 | 7/07/1987         | 2008-2009                       | 4 (4)             | 0    | 0      | 0      |
| David Baetsle                | Belgique                         | Gardien de but    | 1/01/1967         | 1993-1995                       | 34 (34)           | 0    | 0      | 0      |
| Eddy Baguet                  | Belgique                         | ?                 | 23/09/1958        | 1976-1977                       | 0 (0)             | 0    | 0      | 0      |
| Grégorio Bahamonde           | Espagne                          | Milieu de terrain | 8/08/1952         | 1972-1977                       | 0 (0)             | 0    | 0      | 0      |
| Bozidar Ban                  | Yougoslavie                      | Attaquant         | 21/11/1948        | 1976-1978                       | 3 (3)             | 0    | 0      | 0      |
| Georges Banica               | Roumanie                         | ?                 | 5/10/1968         | 1997-1998                       | 29 (29)           | 5    | 8      | 0      |
| Francis Baras                | Belgique                         | ?                 | 27/05/1957        | 1980-1983                       | 0 (0)             | 0    | 0      | 0      |
| Daniel Barez                 | Belgique                         | ?                 | 15/06/1952        | 1980-1981                       | 0 (0)             | 0    | 0      | 0      |
| Didier Bargibant             | Belgique                         | Gardien de but    | 27/10/1965        | 1988-1990; 1992-1994; 1995-1998 | 152 (152)         | 0    | 3      | 1      |
| Guy Bates                    | Angleterre                       | Attaquant         | 31/10/1985        | 2008-2009                       | 8 (8)             | 1    | 0      | 0      |
| Fabien Bauduin               | Belgique                         | ?                 | 19/03/1966        | 1983-1985                       | 0 (0)             | 0    | 0      | 0      |
| Thierry Bauters              | Belgique                         | ?                 | 10/01/1962        | 1990-1992                       | 32 (32)           | 0    | 1      | 0      |
| Rony Baynon                  | Belgique                         | Attaquant         | 21/06/1987        | 2004-2006                       | 14 (14)           | 0    | 2      | 0      |
| Léon Bayot                   | Belgique                         | ?                 | ?                 | 1970-1971                       | 0 (0)             | 0    | 0      | 0      |
| Asmir Begović                | Bosnie-Herzégovine               | Gardien de but    | 20/06/1987        | 2005-2006                       | 2 (2)             | 0    | 0      | 0      |
| Rachid Belabed               | Algérie                          | Milieu de terrain | 20/10/1980        | 2002-2005                       | 23 (23)           | 0    | 4      | 0      |
| Karim Belhaj                 | Belgique                         | Défenseur         | 9/10/1986         | 2004-2005                       | 1 (1)             | 0    | 1      | 0      |
| Eddy Bembuana-Keve           | Belgique                         | Attaquant         | 24/12/1972        | 1999-2001                       | 51 (51)           | 19   | 7      | 0      |
| Baldino Bengui               | République démocratique du Congo | ?                 | 7/07/1978         | 1998-1999                       | 5 (5)             | 0    | 0      | 0      |
| Rogerio Benjamin De Oliveira | Brésil                           | Milieu de terrain | 28/06/1978        | 2001-2006                       | 60 (60)           | 1    | 10     | 1      |
| José Benoît                  | Belgique                         | ?                 | ?                 | 1970-1971                       | 0 (0)             | 0    | 0      | 0      |
| Jamil Benouahi               | Belgique                         | ?                 | 30/03/1979        | 2006-2007                       | 0 (0)             | 0    | 0      | 0      |
| Jacques Bertrand             | Belgique                         | ?                 | 3/12/1948         | 1980-1981                       | 0 (0)             | 0    | 0      | 0      |
| Alain Bettagno               | Belgique                         | Milieu de terrain | 9/11/1968         | 1999-2000                       | 13 (13)           | 1    | 0      | 0      |
| Luc Beyens                   | Belgique                         | Défenseur         | 27/03/1959        | 1980-1981                       | 0 (0)             | 10   | 0      | 0      |
| Éric Beyrens                 | Belgique                         | ?                 | 31/10/1949        | 1972-1973                       | 0 (0)             | 0    | 0      | 0      |
| Tiago Queiroz Bezerra        | Brésil                           | Attaquant         | 17/02/1987        | 2005-2006                       | 8 (8)             | 0    | 0      | 0      |
| Pietro Biancucci             | Italie                           | ?                 | 7/11/1967         | 1989-1991                       | 22 (22)           | 0    | 7      | 0      |
| Thorsteinn Bjarnason         | Islande                          | Gardien de but    | 22/03/1957        | 1978-1979                       | 17 (17)           | 0    | 0      | 0      |
| George Blay                  | Belgique                         | Défenseur         | 7/08/1980         | 2003-2006                       | 78 (78)           | 0    | 10     | 1      |
| Guy Bogaerts                 | Belgique                         | Gardien de but    | 8/09/1954         | 1980-1984                       | 0 (0)             | 0    | 0      | 0      |
| Johan Bombart                | Belgique                         | Défenseur         | 19/01/1987        | 2006-2009                       | 66 (66)           | 3    | 20     | 0      |
| Jean-Marie Bombele Lifafu    | Belgique                         | ?                 | 10/02/1983        | 2000-2007                       | 10 (10)           | 0    | 0      | 0      |
| Vincenzo Luigi Bongiovanni   | Italie                           | ?                 | 21/08/1970        | 1990-1991                       | 12 (12)           | 0    | 1      | 0      |
| Jordan Bonny                 | Belgique                         | Défenseur         | 9/06/1984         | 2007-2009                       | 36 (36)           | 0    | 5      | 0      |
| Frédéric Bosak               | France                           | Attaquant         | 17/07/1986        | 2005-2006                       | 11 (11)           | 1    | 0      | 0      |
| Axel Boudart                 | Belgique                         | ?                 | 12/10/1963        | 1987-1989                       | 0 (0)             | 0    | 0      | 0      |
| Noureddine Boumediane        | Belgique                         | ?                 | 2/01/1973         | 1991-1992                       | 3 (3)             | 0    | 1      | 0      |
| Bernard Bourlard             | Belgique                         | Gardien de but    | 18/08/1965        | 1996-1997                       | 6 (6)             | 0    | 0      | 0      |
| Marcel Brackeveldt           | Belgique                         | Gardien de but    | ?                 | 1948-1949                       | 0 (0)             | 0    | 0      | 0      |
| Michel Braglia               | Belgique                         | ?                 | 11/04/1954        | 1971-1976                       | 11 (11)           | 0    | 0      | 0      |
| Fadel Brahami                | Algérie                          | Milieu de terrain | 27/06/1978        | 2004-2006                       | 47 (47)           | 4    | 10     | 2      |
| Hugues Brassart              | Belgique                         | ?                 | ?                 | 1971-1974                       | 0 (0)             | 0    | 0      | 0      |
| Bernard Breynaert            | Belgique                         | ?                 | ?                 | 1966-1967                       | 0 (0)             | 0    | 0      | 0      |
| Jean-Marc Brichand           | Belgique                         | Défenseur         | 10/07/1958        | 1980-1984                       | 0 (0)             | 0    | 0      | 0      |
| Thierry Briquet              | Belgique                         | Gardien de but    | 9/02/1963         | 1991-1992                       | 16 (16)           | 0    | 1      | 0      |
| Jean-Marie Brogniez          | Belgique                         | ?                 | 14/01/1958        | 1974-1975                       | 0 (0)             | 0    | 0      | 0      |
| Alexandre Bryssinck          | Belgique                         | Défenseur         | 4/03/1981         | 2000-2003                       | 79 (79)           | 0    | 9      | 0      |
| Fabricatore Vito Bucnapaey   | Belgique                         | ?                 | ?                 | 1971-1972                       | 0 (0)             | 0    | 0      | 0      |
| Yves Buelinckx               | Belgique                         | Attaquant         | 22/06/1972        | 2000-2003                       | 63 (63)           | 13   | 9      | 0      |
| Philippe Buyle               | Belgique                         | ?                 | 13/03/1958        | 1979-1981                       | 0 (0)             | 0    | 0      | 0      |

## C
| Joueur                      | Nationalité | Position          | Date de naissance | Période(s) | Matches (dont D1) | Buts | Jaunes | Rouges |
| --------------------------- | ----------- | ----------------- | ----------------- | ---------- | ----------------- | ---- | ------ | ------ |
| Eddy Caers                  | Belgique    | ?                 | 26/04/1946        | 1975-1979  | 23 (23)           | 1    | 0      | 0      |
| Abdoulaye Camara            | Mali        | Défenseur         | 2/01/1980         | 2002-2003  | 0 (0)             | 0    | 0      | 0      |
| David Camara                | France      | Milieu de terrain | 12/08/1976        | 2004-2005  | 0 (0)             | 0    | 0      | 0      |
| Mohamed Camara              | Guinée      | ?                 | 21/10/1980        | 2006-2007  | 21 (21)           | 2    | 2      | 0      |
| Mouss Lago Camara           | Belgique    | ?                 | 20/03/1987        | 2006-2007  | 19 (19)           | 3    | 2      | 0      |
| Christian Cambier           | Belgique    | ?                 | 13/08/1950        | 1976-1979  | 6 (6)             | 0    | 0      | 0      |
| Grégory Campi               | France      | Milieu de terrain | 24/02/1976        | 2004-2005  | 10 (10)           | 0    | 2      | 0      |
| Daniel Camus                | Belgique    | Milieu de terrain | 21/10/1971        | 2003-2005  | 26 (26)           | 0    | 8      | 1      |
| Ramazan Canak               | Turquie     | ?                 | 28/08/1976        | 1996-1997  | 4 (4)             | 0    | 0      | 0      |
| Sébastien Canaris           | Belgique    | ?                 | 10/04/1965        | 1982-1983  | 0 (0)             | 0    | 0      | 0      |
| Pellegrino Capone           | Belgique    | ?                 | ?                 | 1970-1975  | 0 (0)             | 0    | 0      | 0      |
| Jean-Claude Castiau         | Belgique    | ?                 | 22/09/1963        | 1985-1986  | 0 (0)             | 0    | 0      | 0      |
| Toni Casto                  | Belgique    | ?                 | 17/06/1970        | 1988-1989  | 0 (0)             | 0    | 0      | 0      |
| Luigi Cernero               | Belgique    | ?                 | 16/09/1956        | 1974-1975  | 0 (0)             | 0    | 0      | 0      |
| Loris Cestaro               | Italie      | ?                 | 23/03/1962        | 1979-1984  | 0 (0)             | 0    | 0      | 0      |
| Nerino Cestaro              | Italie      | ?                 | 1/02/1959         | 1979-1983  | 0 (0)             | 0    | 0      | 0      |
| Lucien Chaput               | Belgique    | ?                 | ?                 | 1948-1949  | 0 (0)             | 0    | 0      | 0      |
| Bruno Charels               | Belgique    | ?                 | 28/03/1958        | 1981-1982  | 0 (0)             | 0    | 0      | 0      |
| Alex Chaves De Andrade      | Brésil      | ?                 | 27/08/1971        | 1993-1994  | 14 (14)           | 3    | 2      | 0      |
| Hocine Chebaiki             | Belgique    | Milieu de terrain | 12/11/1976        | 1994-1995  | 1 (1)             | 0    | 0      | 0      |
| Salvatore Chiarelli         | Belgique    | ?                 | 17/01/1960        | 1979-1985  | 0 (0)             | 0    | 0      | 0      |
| Hamid Chibani               | Belgique    | ?                 | 13/11/1967        | 1983-1984  | 0 (0)             | 0    | 0      | 0      |
| Marcel Christiaens          | Belgique    | ?                 | ?                 | 1948-1949  | 0 (0)             | 0    | 0      | 0      |
| Joseph Circo                | Belgique    | ?                 | 14/09/1959        | 1976-1980  | 4 (4)             | 2    | 0      | 0      |
| Moustapha Cisse             | Belgique    | ?                 | 27/08/1975        | 1991-1992  | 8 (8)             | 0    | 0      | 0      |
| Marc Clamy                  | France      | Défenseur         | 26/04/1985        | 2004-2005  | 8 (8)             | 1    | 2      | 0      |
| Jean-Jacques Cloquet        | Belgique    | ?                 | 31/07/1960        | 1985-1991  | 0 (0)             | 0    | 0      | 0      |
| Damien Cochain              | Belgique    | ?                 | 20/11/1962        | 1983-1984  | 0 (0)             | 0    | 0      | 0      |
| Sébastien Colassin          | Belgique    | ?                 | 30/06/1980        | 1999-2000  | 0 (0)             | 0    | 0      | 0      |
| Pascal Colinet              | Belgique    | Gardien de but    | 19/09/1961        | 1987-1988  | 0 (0)             | 0    | 0      | 0      |
| René Condé                  | Belgique    | ?                 | 23/01/1959        | 1981-1982  | 0 (0)             | 0    | 0      | 0      |
| Stéphane Confente           | Belgique    | ?                 | 25/04/1981        | 1999-2001  | 0 (0)             | 0    | 0      | 0      |
| Davy Cooreman               | Belgique    | Milieu de terrain | 21/10/1971        | 2002-2004  | 41 (41)           | 5    | 4      | 0      |
| Rudy Copienne               | Belgique    | ?                 | ?                 | 1985-1987  | 0 (0)             | 0    | 0      | 0      |
| Raymond Corbaye             | Belgique    | Attaquant         | 29/04/1943        | 1971-1973  | 0 (0)             | 0    | 0      | 0      |
| Michaël Cordier             | Belgique    | Gardien de but    | 27/03/1984        | 2004-2006  | 33 (33)           | 0    | 1      | 0      |
| Hubert Cordiez              | Belgique    | Gardien de but    | 5/12/1954         | 1972-1976  | 0 (0)             | 11   | 0      | 0      |
| Bob Cousin                  | France      | Milieu de terrain | 4/11/1981         | 2005-2006  | 10 (10)           | 0    | 3      | 0      |
| Sébastien Cousin            | Belgique    | Gardien de but    | 16/11/1976        | 1997-1998  | 1 (1)             | 0    | 0      | 0      |
| Maxence Coveliers           | Belgique    | Milieu de terrain | 23/02/1984        | 2006-2007  | 10 (10)           | 1    | 2      | 0      |
| Olivier Crasson             | Belgique    | Gardien de but    | 7/11/1969         | 1990-1991  | 8 (8)             | 0    | 0      | 0      |
| Fabian Cremers              | Belgique    | Gardien de but    | 25/10/1987        | 2007-2008  | 29 (29)           | 0    | 1      | 0      |
| Luis Augusto Costa Da Silva | Belgique    | Attaquant         | 02/06/72          | 1989-1992  | 12 (0)            | 1    | 0      | 0      |
| Pierre Crombez              | Belgique    | ?                 | 22/08/1944        | 1974-1975  | 0 (0)             | 0    | 0      | 0      |
| Jean-Paul Crucifix          | Belgique    | Gardien de but    | 2/06/1949         | 1978-1982  | 0 (0)             | 0    | 0      | 0      |
| Francesco Curaba            | Belgique    | ?                 | 27/01/1954        | 1971-1973  | 0 (0)             | 0    | 0      | 0      |
| Salvatore Curaba            | Italie      | ?                 | 27/08/1963        | 1980-1990  | 0 (0)             | 0    | 0      | 0      |

## D
| Joueur               | Nationalité               | Position          | Date de naissance | Période(s) | Matches (dont D1) | Buts | Jaunes | Rouges |
| -------------------- | ------------------------- | ----------------- | ----------------- | ---------- | ----------------- | ---- | ------ | ------ |
| Joao Da Silva        | Belgique                  | ?                 | 24/10/1968        | 1990-1991  | 10 (10)           | 1    | 0      | 0      |
| Jean-Louis D'achille | Belgique                  | ?                 | 18/11/1966        | 1990-1996  | 168 (168)         | 16   | 8      | 0      |
| Nasser Daineche      | France                    | Milieu de terrain | 6/05/1982         | 2004-2005  | 13 (13)           | 0    | 3      | 0      |
| Gino D'angelo        | Belgique                  | ?                 | 29/09/1966        | 1985-1987  | 0 (0)             | 0    | 0      | 0      |
| Benoît Daniel        | Belgique                  | Gardien de but    | 18/04/1986        | 2004-2007  | 8 (8)             | 0    | 0      | 0      |
| Marc Daniel          | Belgique                  | Gardien de but    | 15/10/1956        | 1984-1985  | 0 (0)             | 0    | 0      | 0      |
| Guy Dardenne         | Belgique                  | ?                 | 19/10/1954        | 1976-1979  | 33 (33)           | 22   | 0      | 0      |
| Frédéric Dartevelle  | Belgique                  | ?                 | 20/08/1965        | 1982-1983  | 0 (0)             | 0    | 0      | 0      |
| Camille Dauw         | Belgique                  | ?                 | ?                 | 1948-1949  | 0 (0)             | 0    | 0      | 0      |
| John De Bever        | Pays-Bas                  | ?                 | 2/03/1963         | 1989-1990  | 0 (0)             | 0    | 0      | 0      |
| Edy De Bolle         | Belgique                  | ?                 | 26/09/1949        | 1978-1988  | 33 (33)           | 3    | 0      | 0      |
| Olivier De Bouvere   | Belgique                  | ?                 | 18/03/1971        | 1989-1990  | 0 (0)             | 0    | 0      | 0      |
| Kevin De Broyer      | Belgique                  | Attaquant         | 11/10/1982        | 2006-2007  | 13 (13)           | 3    | 2      | 0      |
| Albert De Deken      | Belgique                  | ?                 | 7/09/1915         | 1950-1951  | 0 (0)             | 0    | 0      | 0      |
| Johannes De Jong     | Pays-Bas                  | ?                 | 19/04/1947        | 1972-1974  | 0 (0)             | 0    | 0      | 0      |
| Hans De Schrijver    | Belgique                  | Gardien de but    | 15/11/1965        | 1998-2000  | 52 (52)           | 0    | 1      | 1      |
| Leo De Smet          | Belgique                  | ?                 | 16/11/1951        | 1975-1976  | 0 (0)             | 0    | 0      | 0      |
| Dirk De Vriese       | Belgique                  | Milieu de terrain | 3/12/1958         | 1978-1979  | 31 (31)           | 3    | 0      | 0      |
| Stéphane Debeve      | Belgique                  | ?                 | 3/01/1963         | 1979-1980  | 0 (0)             | 0    | 0      | 0      |
| Fabrice Debruille    | Belgique                  | ?                 | 2/11/1970         | 1988-1989  | 0 (0)             | 0    | 0      | 0      |
| David Decamp         | Belgique                  | ?                 | 16/12/1971        | 1989-1990  | 0 (0)             | 0    | 0      | 0      |
| Serge Decamps        | Belgique                  | ?                 | 21/04/1967        | 1983-1984  | 0 (0)             | 0    | 0      | 0      |
| Geert Deferm         | Belgique                  | ?                 | 6/05/1963         | 1995-1996  | 18 (18)           | 2    | 2      | 0      |
| Claudy Degrève       | Belgique                  | ?                 | 23/02/1961        | 1979-1994  | 57 (57)           | 1    | 4      | 0      |
| Fabien Delbeeke      | Belgique                  | Défenseur         | 13/03/1974        | 1997-2002  | 131 (51)          | 1    | 32     | 0      |
| René Delchambre      | Belgique                  | ?                 | ?                 | 1969-1972  | 0 (0)             | 0    | 0      | 0      |
| Louis Delhaye        | Belgique                  | ?                 | 15/12/1963        | 1981-1982  | 0 (0)             | 0    | 0      | 0      |
| Dimitri Delière      | Belgique                  | Défenseur         | 16/09/1972        | 1990-2003  | 194 (194)         | 5    | 28     | 12     |
| David Dellicour      | Belgique                  | Milieu de terrain | 19/11/1977        | 1999-2000  | 11 (11)           | 0    | 0      | 0      |
| Dominique Deltenre   | Belgique                  | ?                 | 19/12/1954        | 1972-1973  | 0 (0)             | 0    | 0      | 0      |
| José Delvigne        | Belgique                  | ?                 | 14/11/1948        | 1972-1973  | 0 (0)             | 0    | 0      | 0      |
| Grégory Delwarte     | Belgique                  | Gardien de but    | 30/01/1978        | 1995-1996  | 0 (0)             | 0    | 0      | 0      |
| Jean-Paul Den Haese  | Belgique                  | ?                 | 13/10/1953        | 1979-1982  | 0 (0)             | 0    | 0      | 0      |
| Éric Depireux        | Belgique                  | Défenseur         | 18/02/1972        | 1994-1997  | 66 (66)           | 4    | 4      | 2      |
| Jean-Luc Depluvrez   | Belgique                  | ?                 | 18/10/1956        | 1975-1982  | 24 (24)           | 1    | 0      | 0      |
| David Descamps       | Belgique                  | Gardien de but    | 16/12/1971        | 1990-1993  | 4 (4)             | 0    | 0      | 0      |
| Didier Descamps      | Belgique                  | ?                 | 09/04/1961        | 1978-1979  | 0 (0)             | 0    | 0      | 0      |
| Dominique Descamps   | Belgique                  | défenseur         | 29/05/1963        | 1979-1981  | 0 (0)             | 0    | 0      | 0      |
| Maxence Deschryver   | Belgique                  | ?                 | 16/01/1989        | 2006-2007  | 1 (1)             | 0    | 0      | 0      |
| Didier Desoil        | Belgique                  | ?                 | ?                 | 1985-1987  | 0 (0)             | 0    | 0      | 0      |
| Michel Deven         | Belgique                  | ?                 | 27/11/1966        | 1983-1984  | 0 (0)             | 0    | 0      | 0      |
| Johan Devrindt       | Belgique                  | ?                 | 14/04/1945        | 1980-1981  | 0 (0)             | 0    | 0      | 0      |
| Michael Di Franco    | Belgique                  | Milieu de terrain | 9/08/1983         | 2006-2007  | 11 (11)           | 0    | 0      | 0      |
| Carmelo Di Natale    | Belgique                  | ?                 | 10/12/1974        | 1994-1995  | 1 (1)             | 0    | 0      | 0      |
| Michele Di Tore      | Italie                    | ?                 | ?                 | 1970-1973  | 0 (0)             | 0    | 0      | 0      |
| Toni Di Tullio       | Belgique                  | Défenseur         | 22/11/1975        | 1994-2001  | 98 (98)           | 1    | 18     | 4      |
| Yero Dia             | France                    | Défenseur         | 5/01/1983         | 2004-2005  | 7 (7)             | 0    | 1      | 1      |
| Pascal Dias          | France                    | Milieu de terrain | 10/02/1976        | 2001-2002  | 13 (13)           | 2    | 0      | 0      |
| Serge Djamba-Shango  | Belgique                  | Milieu de terrain | 20/02/1982        | 2003-2004  | 18 (18)           | 1    | 1      | 0      |
| Rafik Djebbour       | Algérie                   | Attaquant         | 8/03/1984         | 2004-2005  | 21 (21)           | 3    | 3      | 0      |
| Luciano Djim         | République centrafricaine | Attaquant         | 3/08/1978         | 2001-2002  | 26 (26)           | 4    | 1      | 0      |
| Guillaume Dorange    | Belgique                  | Gardien de but    | 25/03/1985        | 2008-2009  | 16 (16)           | 0    | 2      | 0      |
| Guy Droulez          | Belgique                  | ?                 | 23/09/1959        | 1984-1985  | 0 (0)             | 0    | 0      | 1      |
| Alain Drugmand       | Belgique                  | ?                 | 21/03/1966        | 1983-1984  | 0 (0)             | 0    | 0      | 0      |
| Jason Duchatelet     | Belgique                  | ?                 | 23/10/1985        | 2007-2008  | 11 (11)           | 3    | 1      | 0      |
| Francis Dufaux       | Belgique                  | ?                 | 1/11/1942         | 1968-1972  | 0 (0)             | 0    | 0      | 0      |
| Eben Dugbatey        | Ghana                     | Défenseur         | 31/07/1973        | 2000-2001  | 3 (3)             | 0    | 1      | 0      |
| Julien Dugo          | Belgique                  | ?                 | 16/05/1988        | 2007-2008  | 6 (6)             | 0    | 0      | 0      |
| Eric Dupire          | Belgique                  | ?                 | 02/12/1956        | 1973-1975  | 0 (0)             | 0    | 0      | 0      |
| Joachim Dupont       | Belgique                  | Gardien de but    | 31/08/1976        | 2007-2008  | 0 (0)             | 0    | 0      | 0      |
| Damien Duquesne      | Belgique                  | Milieu de terrain | 13/03/1991        | 2008-2009  | 5 (5)             | 0    | 0      | 0      |
| Fabian Duquesne      | Belgique                  | Gardien de but    | 1/08/1984         | 2008-2009  | 15 (15)           | 0    | 2      | 1      |
| Didier Durieux       | Belgique                  | ?                 | 2/10/1958         | 1978-1984  | 10 (10)           | 0    | 0      | 0      |
| Quantin Durieux      | Belgique                  | Défenseur         | 28/01/1985        | 2004-2006  | 19 (19)           | 1    | 4      | 0      |
| Éric Dussenwart      | Belgique                  | ?                 | 14/09/1964        | 1983-1984  | 0 (0)             | 0    | 0      | 0      |
| Richard Duval        | Belgique                  | ?                 | 15/05/1949        | 1970-1971  | 0 (0)             | 0    | 0      | 0      |
| William Duval        | Belgique                  | Gardien de but    | 5/11/1981         | 1999-2000  | 0 (0)             | 0    | 0      | 0      |

## E
| Joueur                    | Nationalité | Position          | Date de naissance | Période(s) | Matches (dont D1) | Buts | Jaunes | Rouges |
| ------------------------- | ----------- | ----------------- | ----------------- | ---------- | ----------------- | ---- | ------ | ------ |
| Jean-Pierre Echterbille   | Belgique    | ?                 | 6/08/1944         | 1966-1972  | 0 (0)             | 0    | 0      | 0      |
| Paulo Da Silva Edson      | Brésil      | ?                 | 22/02/1976        | 1996-1997  | 31 (31)           | 3    | 2      | 0      |
| Martin Ekani              | France      | Défenseur         | 21/04/1984        | 2005-2006  | 18 (18)           | 0    | 4      | 0      |
| Yassine El Ghanassy       | Belgique    | Attaquant         | 12/07/1990        | 2006-2008  | 34 (0)            | 4    | 2      | 0      |
| Wagneau Eloi              | Haïti       | Attaquant         | 11/09/1973        | 2004-2005  | 16 (16)           | 7    | 1      | 0      |
| Fritz Émeran              | Rwanda      | Défenseur         | 28/03/1976        | 2005-2006  | 27 (27)           | 1    | 3      | 0      |
| Giuliano Ena              | Belgique    | ?                 | 16/08/1961        | 1983-1991  | 9 (9)             | 12   | 0      | 0      |
| Masahiro Endo             | Japon       | Défenseur         | 15/08/1970        | 2001–2002  | 0 (0)             | 0    | 0      | 0      |
| Didier Ernst              | Belgique    | Milieu de terrain | 15/09/1971        | 2002-2003  | 29 (29)           | 1    | 7      | 0      |
| Mario Espartero           | France      | Milieu de terrain | 17/01/1978        | 2004-2005  | 29 (29)           | 4    | 5      | 2      |
| Jean-Claude Eyenga-Lokilo | Belgique    | ?                 | 12/07/1963        | 1990-1991  | 15 (15)           | 4    | 1      | 0      |

## F
| Joueur                       | Nationalité | Position          | Date de naissance | Période(s) | Matches (dont D1) | Buts | Jaunes | Rouges |
| ---------------------------- | ----------- | ----------------- | ----------------- | ---------- | ----------------- | ---- | ------ | ------ |
| Michael Fairon               | Belgique    | ?                 | 17/09/1979        | 1997-1999  | 1 (1)             | 0    | 0      | 0      |
| Rafaele Falzone              | Belgique    | ?                 | 19/01/1987        | 2006-2007  | 1 (1)             | 0    | 0      | 0      |
| Fabrizio Fantinel            | Belgique    | ?                 | 2/09/1979         | 1997-1998  | 1 (1)             | 0    | 0      | 0      |
| Michaël Fardeau              | Belgique    | ?                 | 20/08/1980        | 1999-2000  | 0 (0)             | 0    | 0      | 0      |
| Giuseppe Farese              | Italie      | ?                 | 5/06/1975         | 1993-1994  | 13 (13)           | 0    | 0      | 0      |
| Ronald Ferguson              | Angleterre  | Attaquant         | 9/02/1957         | 1986-1989  | 0 (0)             | 10   | 0      | 0      |
| Christopher Fernandez Vargui | Belgique    | ?                 | 9/05/1984         | 2006-2007  | 13 (13)           | 1    | 2      | 0      |
| Válber Ferreira Mendes       | Brésil      | Milieu de terrain | 22/09/1981        | 2002-2003  | 1 (1)             | 0    | 0      | 0      |
| Dirk Fluyt                   | Belgique    | ?                 | 8/08/1961         | 1986-1990  | 0 (0)             | 0    | 0      | 0      |
| Gildo Foda                   | Belgique    | ?                 | 21/02/1947        | 1974-1977  | 34 (34)           | 4    | 0      | 0      |
| Gimi Fogolin                 | Belgique    | ?                 | 5/08/1956         | 1976-1977  | 0 (0)             | 0    | 0      | 0      |
| Antonio Fois                 | Belgique    | ?                 | 8/01/1960         | 1980-1981  | 0 (0)             | 0    | 0      | 0      |
| René Fourmois                | Belgique    | ?                 | 26/05/1943        | 1972-1976  | 12 (12)           | 0    | 0      | 0      |
| John Franck                  | Belgique    | ?                 | ?                 | 1947-1949  | 0 (0)             | 0    | 0      | 0      |
| Pierre François              | Belgique    | ?                 | 30/09/1963        | 1980-1981  | 0 (0)             | 0    | 0      | 0      |
| Michele Frau                 | Italie      | Milieu de terrain | 8/04/1962         | 1984-1985  | 0 (0)             | 0    | 0      | 0      |

## G
| Joueur              | Nationalité | Position          | Date de naissance | Période(s) | Matches (dont D1) | Buts | Jaunes | Rouges |
| ------------------- | ----------- | ----------------- | ----------------- | ---------- | ----------------- | ---- | ------ | ------ |
| Jean-Luc Gabrielli  | Belgique    | ?                 | 13/12/1970        | 1991-1992  | 0 (0)             | 0    | 0      | 0      |
| Eddy Gaillard       | Belgique    | ?                 | 21/04/1971        | 1991-1992  | 1 (1)             | 0    | 0      | 0      |
| Vincent Gambardella | Belgique    | ?                 | 28/01/1956        | 1980-1987  | 0 (0)             | 0    | 0      | 0      |
| Christian Geers     | Belgique    | ?                 | 8/11/1957         | 1974-1975  | 0 (0)             | 0    | 0      | 0      |
| Terrence Genaux     | Belgique    | Défenseur         | 4/07/1983         | 2005-2006  | 0 (0)             | 0    | 0      | 0      |
| Jacques Gérard      | Belgique    | Gardien de but    | 20/01/1938        | 1972-1973  | 0 (0)             | 0    | 0      | 0      |
| Bouchaïb Ghalmi     | Maroc       | ?                 | 16/07/1951        | 1971-1977  | 26 (26)           | 0    | 0      | 0      |
| Patrick Ghislain    | Belgique    | ?                 | 29/08/1965        | 1995-1999  | 110 (110)         | 1    | 6      | 2      |
| Tony Gibson         | Angleterre  | ?                 | 27/12/1961        | 1985-1989  | 0 (0)             | 0    | 0      | 0      |
| Stavros Glouftsis   | Grèce       | Attaquant         | 20/10/1981        | 2005-2006  | 3 (3)             | 0    | 0      | 0      |
| Patrick Gollière    | Belgique    | ?                 | 16/05/1960        | 1987-1990  | 0 (0)             | 0    | 0      | 0      |
| André Gorez         | Belgique    | ?                 | 29/11/1948        | 1966-1985  | 93 (93)           | 10   | 0      | 0      |
| Gaston Gorez        | Belgique    | ?                 | ?                 | 1948-1949  | 0 (0)             | 0    | 0      | 0      |
| Patrick Gorez       | Belgique    | ?                 | 12/07/1955        | 1973-1981  | 116 (116)         | 35   | 0      | 0      |
| Gilbert Govaert     | Belgique    | ?                 | 14/12/1951        | 1976-1980  | 32 (32)           | 0    | 0      | 0      |
| Helmut Graf         | Allemagne   | ?                 | 11/12/1946        | 1975-1976  | 0 (0)             | 0    | 0      | 0      |
| Abdelwahab Guerni   | Belgique    | ?                 | 22/07/1967        | 1985-1987  | 0 (0)             | 0    | 0      | 0      |
| Mehdi Guerrouad     | France      | Milieu de terrain | 29/09/1981        | 2002-2003  | 7 (7)             | 0    | 1      | 0      |
| Alberto Guidi       | Italie      | ?                 | ?                 | 1970-1971  | 0 (0)             | 0    | 0      | 0      |
| Olivier Guilmot     | Belgique    | Défenseur         | 12/07/1979        | 2002-2006  | 91 (91)           | 3    | 6      | 0      |
| Patrick Gusbin      | Belgique    | Gardien de but    | 25/10/1965        | 1983-1984  | 0 (0)             | 0    | 0      | 0      |

## H
| Joueur              | Nationalité | Position          | Date de naissance | Période(s) | Matches (dont D1) | Buts | Jaunes | Rouges |
| ------------------- | ----------- | ----------------- | ----------------- | ---------- | ----------------- | ---- | ------ | ------ |
| Said Hadri          | Belgique    | ?                 | 6/03/1968         | 1997-1998  | 10 (10)           | 0    | 2      | 1      |
| Geert Haentjes      | Belgique    | ?                 | 21/07/1967        | 1990-1991  | 21 (21)           | 0    | 1      | 0      |
| Ian Hamilton        | Angleterre  | ?                 | 21/07/1956        | 1982-1990  | 0 (0)             | 0    | 0      | 0      |
| Peter Hamilton      | Angleterre  | ?                 | ?                 | 1982-1983  | 0 (0)             | 0    | 0      | 0      |
| Mokhtar Hasni       | Tunisie     | Attaquant         | 19/03/1952        | 1977-1979  | 5 (5)             | 0    | 0      | 0      |
| Yessine Hasni       | Belgique    | Attaquant         | 7/01/1984         | 2004-2007  | 26 (26)           | 1    | 5      | 0      |
| Patrick Havelette   | Belgique    | ?                 | 6/05/1982         | 1999-2000  | 0 (0)             | 0    | 0      | 0      |
| Alan Haydock        | Belgique    | Milieu de terrain | 13/01/1976        | 2000-2003  | 55 (55)           | 3    | 9      | 0      |
| Thierry Hazard      | Belgique    | ?                 | 22/02/1966        | 1991-1996  | 119 (119)         | 2    | 6      | 1      |
| Auguste Hellemans   | Belgique    | Milieu de terrain | 21/06/1907        | 1938-1944  | 0 (0)             | 0    | 0      | 0      |
| Sébastien Henri     | Belgique    | ?                 | 29/11/1986        | 2006-2007  | 0 (0)             | 0    | 0      | 0      |
| Roger Hénuset       | Belgique    | Défenseur         | 20/06/1970        | 1988-1989  | 0 (0)             | 0    | 0      | 0      |
| Dirk Hiel           | Belgique    | ?                 | 19/10/1957        | 1978-1980  | 12 (12)           | 1    | 0      | 0      |
| Jean-Luc Horgnies   | Belgique    | ?                 | 15/09/1960        | 1978-1979  | 0 (0)             | 0    | 0      | 0      |
| Pascal Horion       | Belgique    | ?                 | 31/10/1962        | 1985-1987  | 0 (0)             | 10   | 0      | 0      |
| Xavier Huart        | Belgique    | Défenseur         | 7/07/1974         | 1997-1998  | 26 (26)           | 0    | 5      | 1      |
| Yves Humbled        | Belgique    | ?                 | ?                 | 1970-1972  | 0 (0)             | 0    | 0      | 0      |
| Raphaël Huylebroeck | Belgique    | Gardien de but    | 24/09/1975        | 1994-2000  | 9 (9)             | 0    | 1      | 0      |

## I
| Joueur           | Nationalité | Position          | Date de naissance | Période(s) | Matches (dont D1) | Buts | Jaunes | Rouges |
| ---------------- | ----------- | ----------------- | ----------------- | ---------- | ----------------- | ---- | ------ | ------ |
| Antonio Iezzi    | Italie      | Milieu de terrain | 29/12/1955        | 1984-1985  | 0 (0)             | 0    | 0      | 0      |
| Manasseh Ishiaku | Nigeria     | Attaquant         | 9/01/1983         | 2002-2005  | 74 (74)           | 18   | 5      | 0      |

## J
| Joueur            | Nationalité | Position          | Date de naissance | Période(s) | Matches (dont D1) | Buts | Jaunes | Rouges |
| ----------------- | ----------- | ----------------- | ----------------- | ---------- | ----------------- | ---- | ------ | ------ |
| Charles Jacobs    | Belgique    | ?                 | 21/07/1948        | 1970-1972  | 0 (0)             | 42   | 0      | 0      |
| Jean-Yves Jadoul  | Belgique    | ?                 | 21/09/1962        | 1990-1991  | 21 (21)           | 6    | 4      | 0      |
| Alphonse Janssens | Belgique    | ?                 | ?                 | 1948-1949  | 0 (0)             | 0    | 0      | 0      |
| Denis Janssens    | Belgique    | ?                 | 16/06/1970        | 1990-1995  | 126 (126)         | 2    | 13     | 1      |
| Nordin Jbari      | Belgique    | Attaquant         | 5/02/1975         | 2005-2006  | 27 (27)           | 3    | 5      | 1      |
| Vincas Jonaitis   | Belgique    | Milieu de terrain | 18/09/1975        | 1996-2002  | 135 (135)         | 3    | 17     | 4      |

## K
| Joueur                | Nationalité | Position          | Date de naissance | Période(s) | Matches (dont D1) | Buts | Jaunes | Rouges |
| --------------------- | ----------- | ----------------- | ----------------- | ---------- | ----------------- | ---- | ------ | ------ |
| Georgios Kaminiaris   | Belgique    | Défenseur         | 20/10/1988        | 2006-2009  | 75 (75)           | 1    | 15     | 1      |
| Emmanuel Karagiannis  | Belgique    | Milieu de terrain | 22/11/1966        | 2001-2002  | 20 (20)           | 1    | 7      | 1      |
| Vitold Kaspersky      | Pologne     | ?                 | 26/10/1949        | 1981-1982  | 0 (0)             | 0    | 0      | 0      |
| Emmanuel Kenmogne     | Belgique    | Attaquant         | 2/09/1980         | 2001-2003  | 40 (40)           | 9    | 3      | 0      |
| Chris Kerckhove       | Belgique    | ?                 | 16/09/1962        | 1983-1984  | 0 (0)             | 0    | 0      | 0      |
| Georges Ketoka-Olongo | Belgique    | ?                 | 18/05/1990        | 2008-2009  | 3 (3)             | 0    | 0      | 0      |
| Raphaël Keutiens      | Belgique    | Milieu de terrain | 26/02/1977        | 1998-2001  | 46 (46)           | 6    | 5      | 1      |
| Christian Kino        | Belgique    | ?                 | 5/07/1957         | 1982-1983  | 0 (0)             | 10   | 0      | 0      |
| Michael Klukowski     | Belgique    | Défenseur         | 27/05/1981        | 2002-2005  | 75 (75)           | 3    | 10     | 0      |
| Zoltán Kovács         | Croatie     | Défenseur         | 16/10/1954        | 1974-1977  | 0 (0)             | 0    | 0      | 0      |
| Laurent Kwembeke      | Belgique    | Milieu de terrain | 2/05/1985         | 2004-2009  | 16 (16)           | 6    | 0      | 0      |

## L
| Joueur                | Nationalité                      | Position          | Date de naissance | Période(s) | Matches (dont D1) | Buts | Jaunes | Rouges |
| --------------------- | -------------------------------- | ----------------- | ----------------- | ---------- | ----------------- | ---- | ------ | ------ |
| Benoît Ladrière       | Belgique                         | Milieu de terrain | 27/04/1987        | 2005-2008  | 44 (44)           | 5    | 4      | 0      |
| Lorenzo Lai           | Belgique                         | Attaquant         | 2/06/1985         | 2006-2009  | 74 (0)            | 16   | 4      | 3      |
| Ronny Lambrechts      | Belgique                         | Milieu de terrain | 22/12/1955        | 1982-1983  | 0 (0)             | 0    | 0      | 0      |
| Éric Lansmanne        | Belgique                         | ?                 | 19/04/1963        | 1980-1984  | 0 (0)             | 0    | 0      | 0      |
| Abdelhakim Laref      | Algérie                          | ?                 | 12/01/1985        | 2008-2009  | 14 (14)           | 2    | 3      | 1      |
| Jean-Louis Laurent    | Belgique                         | ?                 | 4/02/1952         | 1976-1977  | 0 (0)             | 0    | 0      | 0      |
| Pierre Laurent        | Belgique                         | ?                 | 19/03/1968        | 1989-1994  | 2 (2)             | 0    | 0      | 0      |
| Antoine Leclercq      | Belgique                         | Milieu de terrain | 15/01/1981        | 1999-2000  | 0 (0)             | 0    | 0      | 0      |
| Alexandre Lecomte     | France                           | Attaquant         | 22/06/1980        | 2005-2006  | 8 (8)             | 1    | 0      | 1      |
| Jean-François Lecomte | Belgique                         | Gardien de but    | 17/11/1968        | 2001-2002  | 0 (0)             | 0    | 0      | 0      |
| Fabrice Leduc         | Belgique                         | ?                 | 9/06/1960         | 1989-1991  | 0 (0)             | 0    | 0      | 0      |
| Stany Leghait         | Belgique                         | ?                 | 21/12/1955        | 1978-1980  | 8 (8)             | 1    | 0      | 0      |
| Johny Léonard         | Luxembourg                       | Attaquant         | 3/10/1941         | 1971-1972  | 0 (0)             | 0    | 0      | 0      |
| Jacques Leriche       | Belgique                         | Gardien de but    | ?                 | 1972-1974  | 0 (0)             | 0    | 0      | 0      |
| Alessandro Leto       | Belgique                         | ?                 | 15/03/1987        | 2006-2008  | 7 (7)             | 0    | 1      | 0      |
| Yves Letot            | Belgique                         | Gardien de but    | 10/12/1965        | 1983-1984  | 0 (0)             | 0    | 0      | 0      |
| Dimitri Leurquin      | Belgique                         | Milieu de terrain | 3/04/1985         | 2004-2008  | 58 (58)           | 9    | 17     | 1      |
| Laurent Longrie       | Belgique                         | ?                 | 9/05/1980         | 2006-2007  | 10 (10)           | 0    | 3      | 0      |
| Trésor Luntala        | République démocratique du Congo | Milieu de terrain | 31/01/1982        | 2005-2006  | 23 (23)           | 0    | 0      | 0      |
| Kalumé Lwangi         | Belgique                         | Milieu de terrain | 21/07/1991        | 2008-2009  | 19 (19)           | 4    | 2      | 0      |

## M
| Joueur                         | Nationalité                      | Position          | Date de naissance | Période(s) | Matches (dont D1) | Buts | Jaunes | RougesSerge Meulemeester 1970 - 1978 |
| ------------------------------ | -------------------------------- | ----------------- | ----------------- | ---------- | ----------------- | ---- | ------ | ------------------------------------ |
| Ricardo Magro                  | Belgique                         | Attaquant         | 02/09/1958        | 2002-2008  | 52 (52)           | 16   | 2      | 0                                    |
| Herald Maigret                 | Belgique                         | ?                 | 27/01/1961        | 1989-1991  | 17 (17)           | 4    | 1      | 0                                    |
| Philippe Malak                 | Belgique                         | ?                 | 8/09/1966         | 1983-1984  | 0 (0)             | 0    | 0      | 0                                    |
| Settimo Maligno                | Belgique                         | ?                 | 7/09/1972         | 1990-1992  | 2 (2)             | 0    | 0      | 0                                    |
| Maamar Mamouni                 | Algérie                          | Milieu de terrain | 28/02/1976        | 2003-2004  | 27 (27)           | 7    | 4      | 2                                    |
| Francis Mangubu-Kiesse         | République démocratique du Congo | ?                 | 27/11/1978        | 2006-2007  | 28 (28)           | 1    | 4      | 1                                    |
| Henrique Marcos Lucas          | Belgique                         | Milieu de terrain | 25/03/1976        | 1999-2001  | 44 (44)           | 6    | 5      | 0                                    |
| Philippe Mardaga               | Belgique                         | Attaquant         | 9/10/1947         | 1970-1972  | 0 (0)             | 0    | 0      | 0                                    |
| Claude Marin                   | Belgique                         | ?                 | 5/12/1956         | 1974-1975  | 0 (0)             | 0    | 0      | 0                                    |
| Marcel Martinquet              | Belgique                         | ?                 | 7/03/1954         | 1979-1981  | 0 (0)             | 0    | 0      | 0                                    |
| Kaniki Masengo                 | Zaïre                            | ?                 | 21/01/1959        | 1988-1989  | 0 (0)             | 0    | 0      | 0                                    |
| Emmanuel Massaux               | Belgique                         | Milieu de terrain | 29/08/1976        | 2006-2007  | 17 (17)           | 4    | 7      | 0                                    |
| Melvyn Masson                  | Belgique                         | Milieu de terrain | 16/04/1986        | 2008-2009  | 17 (17)           | 2    | 2      | 1                                    |
| Quentin Masure                 | Belgique                         | ?                 | 10/10/1986        | 2008-2009  | 2 (2)             | 0    | 0      | 0                                    |
| Thierry Mathieu                | Belgique                         | ?                 | 26/09/1970        | 1991-1993  | 36 (36)           | 4    | 0      | 1                                    |
| Daniel Mathy                   | Belgique                         | Gardien de but    | 9/03/1947         | 1982-1983  | 0 (0)             | 0    | 0      | 0                                    |
| Mathieu Maton                  | France                           | Attaquant         | 19/01/1981        | 2004-2005  | 16 (16)           | 3    | 0      | 0                                    |
| Jarosław Mazurkiewicz          | Pologne                          | Milieu de terrain | 13/11/1979        | 2005-2006  | 27 (27)           | 1    | 3      | 0                                    |
| Makwaga Jules Mbayoko          | Belgique                         | ?                 | 15/03/1976        | 2006-2007  | 12 (12)           | 0    | 1      | 0                                    |
| Neale Mc Dermott               | Angleterre                       | Milieu de terrain | 8/03/1985         | 2008-2009  | 5 (5)             | 0    | 0      | 0                                    |
| Michel Meert                   | Belgique                         | ?                 | 25/01/1951        | 1979-1980  | 0 (0)             | 0    | 0      | 0                                    |
| Henry Melotte                  | Belgique                         | ?                 | 10/08/1964        | 1987-1991  | 0 (0)             | 0    | 0      | 0                                    |
| Mario Mendoza                  | Belgique                         | ?                 | 26/01/1968        | 1989-1990  | 9 (0)             | 0    | 1      | 0                                    |
| Michel Meo                     | Belgique                         | ?                 | 31/12/1961        | 1979-1980  | 0 (0)             | 0    | 0      | 0                                    |
| Patrick Merckx                 | Belgique                         | ?                 | 2/12/1970         | 1991-1992  | 16 (16)           | 2    | 3      | 0                                    |
| Yvan Meurée                    | Belgique                         | ?                 | 18/08/1962        | 1981-1984  | 0 (0)             | 0    | 0      | 0                                    |
| Tom Meyers                     | Belgique                         | Gardien de but    | 17/04/1981        | 2002-2003  | 0 (0)             | 0    | 0      | 0                                    |
| Charles Meys                   | Belgique                         | ?                 | 14/05/1964        | 1985-1986  | 0 (0)             | 7    | 0      | 0                                    |
| Dominique Michel               | Belgique                         | Gardien de but    | 20/09/1964        | 1985-1988  | 0 (0)             | 0    | 0      | 0                                    |
| Ludovic Michel                 | Belgique                         | ?                 | 12/07/1977        | 1993-1994  | 1 (1)             | 0    | 0      | 0                                    |
| Luigi Micheletti               | Belgique                         | ?                 | 11/08/1971        | 1990-1994  | 55 (55)           | 1    | 3      | 0                                    |
| Flavio Michelotto              | Belgique                         | ?                 | 31/05/1991        | 2008-2009  | 1 (1)             | 0    | 0      | 0                                    |
| Antonio Minella                | Belgique                         | ?                 | 16/12/1961        | 1979-1980  | 0 (0)             | 0    | 0      | 0                                    |
| Jean-Pierre Minsart            | Belgique                         | ?                 | 2/12/1962         | 1984-1987  | 0 (0)             | 0    | 0      | 0                                    |
| Eugenio Mismetti               | Belgique                         | ?                 | ?                 | 1974-1975  | 0 (0)             | 0    | 0      | 0                                    |
| Daniel Misonne                 | Belgique                         | ?                 | 8/12/1962         | 1978-1985  | 0 (0)             | 0    | 0      | 0                                    |
| Jean-Jacques Missé-Missé       | Cameroun                         | Attaquant         | 7/08/1968         | 1998-2002  | 70 (70)           | 14   | 3      | 0                                    |
| Marius Mitu                    | Roumanie                         | Milieu de terrain | 10/09/1976        | 1996-1997  | 13 (13)           | 1    | 4      | 0                                    |
| Lindon Johnson Azevedo Modesto | Zaïre                            | ?                 | 17/04/1974        | 1995-1996  | 25 (25)           | 7    | 1      | 0                                    |
| Abidou Mokas                   | République démocratique du Congo | Attaquant         | 27/07/1980        | 1996-2000  | 22 (22)           | 0    | 0      | 0                                    |
| Stéphane Monnier               | Belgique                         | ?                 | 13/09/1973        | 1994-1995  | 17 (17)           | 0    | 2      | 0                                    |
| Laurent Montoya                | France                           | Défenseur         | 28/09/1980        | 2004-2006  | 28 (28)           | 1    | 4      | 0                                    |
| Robert Mordang                 | Belgique                         | ?                 | 1/05/1948         | 1974-1979  | 1 (1)             | 0    | 0      | 0                                    |
| Marzio Morocutti               | Italie                           | ?                 | 5/03/1973         | 1996-1997  | 19 (19)           | 3    | 3      | 0                                    |
| Rudy Moury                     | Belgique                         | Défenseur         | 1/03/1966         | 1998-2001  | 70 (70)           | 1    | 14     | 0                                    |
| Janusz Mozejko                 | Pologne                          | Défenseur         | 23/10/1957        | 1993-1994  | 2 (2)             | 0    | 0      | 0                                    |
| Mickaël Murcy                  | France                           | Attaquant         | 18/09/1979        | 2003-2005  | 38 (38)           | 12   | 1      | 0                                    |
| Jean-Michel Museur             | Belgique                         | ?                 | 27/09/1964        | 1986-1991  | 26 (26)           | 26   | 2      | 0                                    |

|  |  |  |  |
|  |  |  |  |
|  |  |  |  |

## N
| Joueur                   | Nationalité | Position          | Date de naissance | Période(s) | Matches (dont D1) | Buts | Jaunes | Rouges |
| ------------------------ | ----------- | ----------------- | ----------------- | ---------- | ----------------- | ---- | ------ | ------ |
| Stephane Narayaninnaiken | France      | Milieu de terrain | 21/02/1975        | 1996-1997  | 1 (1)             | 0    | 0      | 0      |
| Oliver N'Digwe           | Nigeria     | ?                 | 19/11/1972        | 1992-1993  | 14 (14)           | 1    | 0      | 0      |
| Claude Ngantchea         | Cameroun    | Gardien de but    | 10/08/1986        | 2006-2007  | 10 (10)           | 0    | 0      | 0      |
| Blaise Ngoma-Muanda      | Belgique    | ?                 | 3/06/1985         | 2004-2007  | 20 (20)           | 0    | 1      | 0      |
| Michel Ngonge            | Zaïre       | Attaquant         | 10/01/1967        | 1992-1995  | 75 (75)           | 33   | 10     | 3      |
| Daré Nibombé             | Togo        | Défenseur         | 16/06/1980        | 2002-2003  | 0 (0)             | 0    | 0      | 0      |
| Albin Nopère             | Belgique    | ?                 | ?                 | 1970-1971  | 0 (0)             | 0    | 0      | 0      |
| Olivier Nopère           | Belgique    | ?                 | ?                 | 1970-1972  | 0 (0)             | 0    | 0      | 0      |
| Sébastien Nottebaert     | Belgique    | Défenseur         | 4/08/1973         | 1998-2000  | 46 (0)            | 0    | 4      | 1      |

## O
| Joueur                 | Nationalité   | Position          | Date de naissance | Période(s) | Matches (dont D1) | Buts | Jaunes | Rouges |
| ---------------------- | ------------- | ----------------- | ----------------- | ---------- | ----------------- | ---- | ------ | ------ |
| Peter Odemwingie       | Nigeria       | Attaquant         | 15/07/1981        | 2002-2005  | 43 (43)           | 9    | 5      | 1      |
| Branco Okic-Stjepana   | Yougoslavie   | ?                 | 16/02/1969        | 1990-1992  | 52 (52)           | 3    | 4      | 0      |
| Egutu Oliseh           | Nigeria       | Milieu de terrain | 18/11/1980        | 2005-2006  | 31 (31)           | 1    | 5      | 0      |
| Domenico Olivieri      | Belgique      | Défenseur         | 16/01/1968        | 2000-2003  | 73 (73)           | 0    | 14     | 0      |
| Paolo Omonga Wa Omonga | Belgique      | ?                 | 15/08/1985        | 2008-2009  | 5 (5)             | 0    | 1      | 0      |
| Rossi Omonga-Nsubayi   | Belgique      | ?                 | 14/07/1988        | 2007-2009  | 16 (16)           | 1    | 2      | 0      |
| Oguchi Onyewu          | États-Unis    | Défenseur         | 13/05/1982        | 2003-2004  | 25 (25)           | 1    | 4      | 2      |
| Giancarlo Oriolo       | Italie        | ?                 | 26/11/1965        | 1988-1989  | 0 (0)             | 0    | 0      | 0      |
| Philip Osondu          | Nigeria       | Milieu de terrain | 28/11/1971        | 1994-1995  | 19 (19)           | 5    | 1      | 0      |
| Dany Ost               | Belgique      | ?                 | 4/02/1960         | 1987-1988  | 0 (0)             | 0    | 0      | 0      |
| Nicolas Ouédec         | Belgique      | Attaquant         | 28/10/1971        | 2001-2002  | 12 (12)           | 3    | 2      | 0      |
| Jules César Oulai      | Côte d'Ivoire | Milieu de terrain | 30/07/1986        | 2005-2006  | 12 (12)           | 1    | 2      | 0      |
| Eddy Outelet           | Belgique      | ?                 | 1/10/1967         | 1983-1984  | 0 (0)             | 0    | 0      | 0      |

## P
| Joueur              | Nationalité | Position          | Date de naissance | Période(s) | Matches (dont D1) | Buts | Jaunes | Rouges |
| ------------------- | ----------- | ----------------- | ----------------- | ---------- | ----------------- | ---- | ------ | ------ |
| Angelo Pace         | Belgique    | ?                 | 5/03/1976         | 1995-1998  | 16 (16)           | 0    | 0      | 0      |
| Paul Palisse        | Belgique    | Attaquant         | 1/05/1988         | 2008-2009  | 27 (27)           | 4    | 2      | 1      |
| Johnny Parlione     | Belgique    | ?                 | 10/04/1963        | 1986-1987  | 0 (0)             | 0    | 0      | 0      |
| Aleksif Pasaoglu    | Belgique    | Attaquant         | 26/04/1986        | 2005-2007  | 0 (0)             | 0    | 0      | 0      |
| Pereira Patchecko   | Belgique    | ?                 | 28/12/1963        | 1989-1990  | 0 (0)             | 0    | 0      | 0      |
| Éric Patelli        | Belgique    | ?                 | 20/11/1967        | 1986-1988  | 0 (0)             | 0    | 0      | 0      |
| Fabrizio Patelli    | Belgique    | ?                 | 12/04/1959        | 1978-1980  | 0 (0)             | 0    | 0      | 0      |
| Johnny Peeters      | Belgique    | ?                 | 14/12/1958        | 1983-1984  | 0 (0)             | 0    | 0      | 0      |
| René Peeters        | Belgique    | Milieu de terrain | 10/10/1961        | 1985-1987  | 0 (0)             | 0    | 0      | 0      |
| Rosario Pepe        | Belgique    | Milieu de terrain | 22/08/1986        | 2008-2009  | 2 (2)             | 0    | 1      | 0      |
| Alexandre Persich   | Belgique    | ?                 | 24/11/1956        | 1974-1977  | 0 (0)             | 0    | 0      | 0      |
| Romuald Petit       | Belgique    | Défenseur         | 19/10/1972        | 1992-1998  | 133 (133)         | 2    | 8      | 3      |
| Michel Piersoul     | Belgique    | Gardien de but    | 11/03/1953        | 1980-1981  | 0 (0)             | 0    | 0      | 0      |
| Julien Pinelli      | Belgique    | Milieu de terrain | 27/01/1987        | 2004-2009  | 56 (56)           | 2    | 9      | 1      |
| Bernard Pintez      | Belgique    | ?                 | 3/06/1961         | 1978-1985  | 1 (1)             | 0    | 0      | 0      |
| Emmanuel Pirard     | Belgique    | Défenseur         | 21/02/1974        | 1998-2000  | 42 (0)            | 5    | 5      | 1      |
| Steve Pischedda     | Belgique    | ?                 | 30/07/1979        | 1997-1998  | 1 (1)             | 0    | 0      | 0      |
| Vincenzo Pistone    | Belgique    | ?                 | 23/09/1984        | 2001-2002  | 1 (1)             | 0    | 0      | 0      |
| Bertrand Poliart    | Belgique    | ?                 | 13/09/1968        | 1986-1987  | 0 (0)             | 0    | 0      | 0      |
| Alexandre Potier    | Belgique    | Attaquant         | 14/05/1986        | 2005-2007  | 16 (16)           | 2    | 2      | 0      |
| Christophe Préseaux | Belgique    | Défenseur         | 3/09/1980         | 2008-2009  | 28 (28)           | 0    | 8      | 0      |
| Dejan Prijic        | Belgique    | Milieu de terrain | 2/01/1984         | 2008-2009  | 4 (4)             | 1    | 0      | 0      |
| Walter Primi        | Belgique    | Milieu de terrain | 15/08/1961        | 1984-1985  | 0 (0)             | 0    | 0      | 0      |
| Silvio Proto        | Belgique    | Gardien de but    | 23/05/1983        | 2000-2005  | 114 (114)         | 0    | 5      | 0      |
| Anatole Provost     | Belgique    | ?                 | ?                 | 1950-1958  | 0 (0)             | 0    | 0      | 0      |
| Kevin Pugh          | Angleterre  | Défenseur         | 11/10/1960        | 1992-1996  | 66 (66)           | 11   | 10     | 3      |

## Q
| Joueur            | Nationalité | Position | Date de naissance | Période(s) | Matches (dont D1) | Buts | Jaunes | Rouges |
| ----------------- | ----------- | -------- | ----------------- | ---------- | ----------------- | ---- | ------ | ------ |
| Francesco Quaglia | Belgique    | ?        | 23/01/1982        | 2008-2009  | 18 (18)           | 0    | 0      | 0      |
| Luc Quertinmont   | Belgique    | ?        | 24/04/1961        | 1978-1979  | 0 (0)             | 0    | 0      | 0      |

## R
| Joueur                | Nationalité | Position          | Date de naissance | Période(s) | Matches (dont D1) | Buts | Jaunes | Rouges |
| --------------------- | ----------- | ----------------- | ----------------- | ---------- | ----------------- | ---- | ------ | ------ |
| Dario Rappa           | Belgique    | Défenseur         | 22/12/1975        | 1996-1997  | 32 (32)           | 0    | 2      | 0      |
| Thierry Regner        | Belgique    | ?                 | 27/08/1965        | 1986-1987  | 0 (0)             | 0    | 0      | 0      |
| Rémy Régnier          | Belgique    | ?                 | ?                 | 1966-1967  | 0 (0)             | 0    | 0      | 0      |
| Laurent Reiter        | Belgique    | ?                 | 4/09/1967         | 1991-1993  | 47 (47)           | 2    | 8      | 1      |
| Grégory Reneau        | Belgique    | ?                 | 17/03/1978        | 1996-1999  | 16 (16)           | 0    | 1      | 1      |
| Frédéric Renuart      | Belgique    | ?                 | 26/01/1968        | 1986-1987  | 0 (0)             | 0    | 0      | 0      |
| Claude-Arnaud Rivenet | Belgique    | Milieu de terrain | 13/12/1972        | 2001-2002  | 27 (27)           | 4    | 4      | 1      |
| Joseph Rizzo          | Belgique    | ?                 | 24/08/1961        | 1979-1980  | 0 (0)             | 0    | 0      | 0      |
| Ferdinand Rohde       | Allemagne   | Milieu de terrain | 7/11/1957         | 1978-1980  | 33 (33)           | 9    | 0      | 0      |
| Freddy Rombaut        | Belgique    | ?                 | 11/08/1951        | 1976-1977  | 0 (0)             | 0    | 0      | 0      |
| Jacques Ronsmans      | Belgique    | ?                 | 17/05/1950        | 1972-1979  | 13 (13)           | 0    | 0      | 0      |
| Bertrand Roosen       | Belgique    | ?                 | 15/10/1966        | 1990-1991  | 22 (22)           | 0    | 2      | 0      |
| Jérôme Rosa-Chaveiro  | Belgique    | ?                 | 30/12/1977        | 1997-1999  | 11 (11)           | 0    | 0      | 0      |
| Cédric Roussel        | Belgique    | Attaquant         | 6/01/1978         | 1994-1998  | 107 (107)         | 50   | 2      | 0      |
| Geoffrey Roussel      | Belgique    | ?                 | 14/08/1979        | 1996-1998  | 27 (27)           | 2    | 0      | 0      |
| Hervé Royet           | Belgique    | ?                 | 20/10/1955        | 1984-1987  | 0 (0)             | 0    | 6      | 1      |

## S
| Joueur               | Nationalité | Position          | Date de naissance | Période(s) | Matches (dont D1) | Buts | Jaunes | Rouges |
| -------------------- | ----------- | ----------------- | ----------------- | ---------- | ----------------- | ---- | ------ | ------ |
| David Saavedra       | Belgique    | ?                 | 29/01/1971        | 1992-1995  | 44 (44)           | 4    | 5      | 0      |
| Robert Sacré         | Belgique    | ?                 | ?                 | 1969-1975  | 0 (0)             | 0    | 0      | 0      |
| Hakim Sahli          | Belgique    | ?                 | 24/04/1973        | 1991-1997  | 127 (127)         | 1    | 26     | 2      |
| Sergio Sánchez       | Argentine   | Attaquant         | 5/02/1973         | 2005-2006  | 12 (12)           | 3    | 1      | 1      |
| Emmanuel Sarpong     | Belgique    | ?                 | 5/11/1971         | 1997-1998  | 30 (30)           | 6    | 2      | 1      |
| Alphonse Sauvage     | Belgique    | ?                 | 17/05/1921        | 1948-1950  | 0 (0)             | 0    | 0      | 0      |
| Mujdat Savsin        | Belgique    | ?                 | 1/04/1987         | 2008-2009  | 4 (4)             | 0    | 0      | 0      |
| Éric Scalia          | France      | Défenseur         | 27/09/1972        | 2000-2002  | 21 (21)           | 0    | 2      | 0      |
| Cosimo Schena        | Italie      | ?                 | 4/06/1956         | 1979-1984  | 0 (0)             | 0    | 0      | 0      |
| Orazio Schena        | Italie      | ?                 | 30/10/1941        | 1970-1973  | 0 (0)             | 0    | 0      | 0      |
| Alessandro Schillaci | Belgique    | Attaquant         | 19/11/1989        | 2006-2009  | 46 (46)           | 4    | 6      | 0      |
| Philippe Sciamanna   | Belgique    | ?                 | 16/10/1963        | 1980-1989  | 0 (0)             | 0    | 0      | 2      |
| Giuseppe Scifo       | Belgique    | ?                 | 17/04/1963        | 1979-1991  | 1 (1)             | 0    | 0      | 0      |
| Dimitri Seferlis     | Belgique    | ?                 | 2/05/1983         | 2001-2009  | 1 (1)             | 0    | 0      | 0      |
| Paolo Serafino       | Belgique    | ?                 | 27/01/1958        | 1976-1977  | 0 (0)             | 0    | 0      | 0      |
| Fiorenzo Serchia     | Belgique    | Milieu de terrain | 26/09/1972        | 1992-1999  | 188 (188)         | 32   | 21     | 1      |
| Domenico Silvagni    | Italie      | ?                 | 9/10/1939         | 1967-1973  | 0 (0)             | 0    | 0      | 0      |
| Fabrice Silvagni     | Belgique    | Défenseur         | 26/08/1966        | 1997-1998  | 11 (11)           | 0    | 2      | 0      |
| Ante Šimundža        | Slovénie    | Attaquant         | 28/09/1971        | 2000-2001  | 12 (12)           | 5    | 2      | 0      |
| Thierry Siquet       | Belgique    | Défenseur         | 18/10/1968        | 1999-2004  | 150 (150)         | 4    | 17     | 4      |
| Kenneth Snow         | Belgique    | ?                 | 23/06/1969        | 1991-1992  | 1 (1)             | 0    | 0      | 0      |
| Youssef Sofiane      | Algérie     | Attaquant         | 8/07/1984         | 2005-2006  | 8 (8)             | 0    | 0      | 0      |
| Djuro Šorgić         | Yougoslavie | Attaquant         | 26/02/1948        | 1976-1977  | 0 (0)             | 0    | 0      | 0      |
| Jean-Paul Spaute     | Belgique    | ?                 | 18/01/1943        | 1970-1973  | 0 (0)             | 0    | 0      | 0      |
| Geraldo Sprio        | Belgique    | Défenseur         | 16/01/1987        | 2005-2009  | 57 (57)           | 1    | 17     | 2      |
| Hubert Stassin       | Belgique    | Gardien de but    | 18/04/1949        | 1970-1980  | 11 (11)           | 0    | 0      | 0      |
| Eric Steensma        | Belgique    | ?                 | 19/10/1964        | 1983-1985  | 0 (0)             | 0    | 0      | 0      |
| Marc Stefanutti      | Belgique    | ?                 | 19/10/1964        | 1984-1985  | 0 (0)             | 0    | 0      | 0      |
| Xavier Stevens       | Belgique    | ?                 | 4/09/1969         | 1991-1992  | 15 (15)           | 0    | 3      | 0      |
| Aco Stojkov          | Belgique    | Attaquant         | 29/04/1983        | 2005-2006  | 14 (14)           | 6    | 1      | 0      |
| Romuald Strypens     | Belgique    | Défenseur         | 2/06/1988         | 2006-2008  | 11 (11)           | 0    | 1      | 0      |
| Olivier Suray        | Belgique    | Défenseur         | 16/10/1971        | 2001-2002  | 24 (24)           | 0    | 4      | 0      |
| Filip Susnjara       | Croatie     | Gardien de but    | 7/04/1976         | 2003-2004  | 0 (0)             | 0    | 0      | 0      |
| David Swerdfegers    | Belgique    | ?                 | 30/10/1974        | 1996-1997  | 20 (20)           | 0    | 0      | 0      |
| Hans Swinnen         | Belgique    | ?                 | 7/04/1965         | 1988-1989  | 0 (0)             | 0    | 0      | 0      |

## T
| Joueur             | Nationalité     | Position          | Date de naissance | Période(s) | Matches (dont D1) | Buts | Jaunes | Rouges |
| ------------------ | --------------- | ----------------- | ----------------- | ---------- | ----------------- | ---- | ------ | ------ |
| Marián Takáč       | Tchécoslovaquie | Milieu de terrain | 20/02/1960        | 1991-1992  | 21 (21)           | 0    | 1      | 0      |
| Mark Talbut        | Angleterre      | Défenseur         | 23/07/1962        | 1995-1997  | 40 (40)           | 3    | 8      | 0      |
| Stefan Teelen      | Belgique        | Défenseur         | 10/04/1979        | 2002-2003  | 14 (14)           | 1    | 2      | 0      |
| Alexandre Teklak   | Belgique        | Défenseur         | 16/08/1975        | 2005-2006  | 32 (32)           | 0    | 9      | 0      |
| Yves Tensy         | Belgique        | ?                 | 19/10/1961        | 1979-1980  | 0 (0)             | 0    | 0      | 0      |
| Jacques Teugels    | Belgique        | ?                 | 3/08/1946         | 1977-1979  | 4 (4)             | 0    | 0      | 0      |
| Benoît Thans       | Belgique        | Milieu de terrain | 20/08/1964        | 2000-2002  | 32 (32)           | 5    | 4      | 0      |
| Christian Theissen | Belgique        | Attaquant         | 14/09/1974        | 1998-1999  | 26 (26)           | 7    | 0      | 0      |
| Jean Thissen       | Belgique        | ?                 | 28/08/1963        | 1988-1989  | 0 (0)             | 0    | 0      | 0      |
| Pierre Thissen     | Belgique        | ?                 | 28/06/1963        | 1985-1988  | 0 (0)             | 0    | 0      | 0      |
| Ode Thompson       | Nigeria         | Attaquant         | 8/11/1980         | 2002-2003  | 10 (10)           | 0    | 0      | 0      |
| Carl Thordarsson   | Islande         | Attaquant         | 31/05/1955        | 1978-1981  | 12 (12)           | 1    | 0      | 0      |
| Stéphane Thys      | Belgique        | Attaquant         | 3/03/1986         | 2006-2007  | 6 (6)             | 0    | 1      | 1      |
| Ola Tidman         | Suède           | Gardien de but    | 11/05/1979        | 2001-2002  | 6 (6)             | 0    | 0      | 0      |
| Luc Tijon          | Belgique        | ?                 | ?                 | 1970-1971  | 0 (0)             | 0    | 0      | 0      |
| Frédéric Tilmant   | Belgique        | Attaquant         | 4/05/1969         | 1991-2004  | 308 (308)         | 120  | 26     | 4      |
| Amaury Toussaint   | Belgique        | ?                 | 26/08/1976        | 1993-1994  | 1 (1)             | 0    | 0      | 0      |
| Geoffray Toyes     | France          | Défenseur         | 18/05/1973        | 2004-2005  | 31 (31)           | 1    | 6      | 0      |
| Randy Tshibangu    | Belgique        | ?                 | 27/05/1986        | 2007-2008  | 0 (0)             | 0    | 0      | 0      |
| Önder Turacı       | Turquie         | Défenseur         | 14/07/1981        | 2000-2002  | 48 (48)           | 2    | 4      | 0      |

## U
| Joueur                | Nationalité | Position  | Date de naissance | Période(s) | Matches (dont D1) | Buts | Jaunes | Rouges |
| --------------------- | ----------- | --------- | ----------------- | ---------- | ----------------- | ---- | ------ | ------ |
| Ali Ustabas           | Belgique    | Défenseur | 16/05/1989        | 2008-2009  | 9 (9)             | 0    | 1      | 0      |
| Yannick Uytterhaeghen | Belgique    | ?         | 14/08/1965        | 1990-1991  | 11 (11)           | 1    | 1      | 0      |

## V
| Joueur                 | Nationalité                      | Position          | Date de naissance | Période(s)           | Matches (dont D1) | Buts | Jaunes | Rouges |
| ---------------------- | -------------------------------- | ----------------- | ----------------- | -------------------- | ----------------- | ---- | ------ | ------ |
| Nunzio Vigneri         | Belgique                         | Défenseur         | 23/09/1968        | 1983-1992            | (0)               | 0    | 0      | 0      |
| Claudio Vigneri        | Belgique                         | Défenseur         | 28/04/1994        | 2008-2011            | 0 (0)             | 0    | 0      | 0      |
| Massimo Vigneri        | Belgique                         | Attaquant         | 05/02/1997        | 2008-2011            | 0 (0)             | 0    | 0      | 0      |
| Jan Van Campenhout     | Belgique                         | ?                 | 25/11/1956        | 1979-1980            | 0 (0)             | 0    | 0      | 0      |
| Sammy Van Den Bossche  | Belgique                         | Milieu de terrain | 5/05/1977         | 2003-2004            | 21 (21)           | 3    | 1      | 0      |
| Edwin Van Den Eynde    | Belgique                         | ?                 | 18/04/1943        | 1974-1975            | 0 (0)             | 0    | 0      | 0      |
| Robert Van Der Cammen  | Belgique                         | ?                 | 22/04/1925        | 1948-1949            | 0 (0)             | 0    | 0      | 0      |
| Pierre Van Der Meersch | Belgique                         | ?                 | ?                 | 1982-1983            | 0 (0)             | 0    | 0      | 0      |
| Alain Van Dorpe        | Belgique                         | Défenseur         | ?                 | 1970-1973            | 0 (0)             | 0    | 0      | 0      |
| Gunter Van Handenhoven | Belgique                         | Milieu de terrain | 16/12/1978        | 2003-2005            | 42 (42)           | 4    | 4      | 0      |
| Marc Van Leemput       | Belgique                         | ?                 | 26/01/1977        | 1998-1999            | 0 (0)             | 0    | 0      | 0      |
| Didier Van Lierde      | Belgique                         | ?                 | 18/09/1961        | 1979-1985            | 0 (0)             | 0    | 0      | 0      |
| Ronny van Poucke       | Pays-Bas                         | Attaquant         | 10/02/1957        | 1984-1988            | 0 (0)             | 28   | 0      | 0      |
| Patrick Van Stappen    | Belgique                         | ?                 | 18/05/1962        | 1983-1984            | 0 (0)             | 0    | 0      | 0      |
| Jan Van Steenberghe    | Belgique                         | Gardien de but    | 4/07/1972         | 2000-2003            | 18 (18)           | 0    | 0      | 0      |
| Jacques Van Welle      | Belgique                         | Défenseur         | 10/09/1947        | 1979-1980            | 0 (0)             | 0    | 0      | 0      |
| Joséf Vanco            | Hongrie                          | ?                 | 24/06/1964        | 1991-1992            | 19 (19)           | 5    | 1      | 0      |
| Geoffrey Vandendorpe   | Belgique                         | Milieu de terrain | 5/11/1974         | 1997-1998            | 28 (0)            | 5    | 1      | 1      |
| Stéphane Vanderheyden  | Belgique                         | Milieu de terrain | 8/04/1972         | 1999-2001            | 41 (41)           | 4    | 1      | 0      |
| John Vanderlinden      | Belgique                         | ?                 | 14/08/1965        | 1984-1985            | 0 (0)             | 0    | 0      | 0      |
| Yves Vanderveeren      | Belgique                         | ?                 | 27/01/1962        | 1993-1994            | 0 (0)             | 0    | 0      | 0      |
| Christian Vavadio      | République démocratique du Congo | Milieu de terrain | 14/02/1965        | 1983-1988; 1993-1998 | 155 (155)         | 22   | 20     | 2      |
| Angelo Vegis           | Belgique                         | ?                 | ?                 | 1970-1973            | 0 (0)             | 0    | 0      | 0      |
| Guy Verbist            | Belgique                         | ?                 | 24/07/1948        | 1967-1981            | 28 (28)           | 1    | 0      | 0      |
| Jean-Claude Verbist    | Belgique                         | ?                 | 22/11/1948        | 1972-1977            | 0 (0)             | 0    | 0      | 0      |
| Marcel Verquallie      | Belgique                         | ?                 | ?                 | 1948-1949            | 0 (0)             | 0    | 0      | 0      |
| Yannick Vervalle       | Belgique                         | Défenseur         | 3/06/1981         | 2002-2006            | 64 (64)           | 1    | 8      | 1      |
| Éric Vigneron          | Belgique                         | ?                 | 24/08/1960        | 1979-1989            | 0 (0)             | 0    | 0      | 0      |
| Raoul Vivez            | Belgique                         | ?                 | ?                 | 1948-1949            | 0 (0)             | 0    | 0      | 0      |

## W
| Joueur             | Nationalité | Position  | Date de naissance | Période(s) | Matches (dont D1) | Buts | Jaunes | Rouges |
| ------------------ | ----------- | --------- | ----------------- | ---------- | ----------------- | ---- | ------ | ------ |
| Patrick Wachel     | Belgique    | ?         | 31/01/1955        | 1975-1977  | 0 (0)             | 0    | 0      | 0      |
| Luiz Washington    | Belgique    | Attaquant | 10/04/1975        | 1998-2001  | 80 (80)           | 28   | 2      | 1      |
| Eugenius Wiencierz | Pologne     | ?         | 2/09/1949         | 1981-1982  | 0 (0)             | 0    | 0      | 0      |
| Florent Willem     | Belgique    | ?         | ?                 | 1970-1973  | 0 (0)             | 0    | 0      | 0      |
| Michel Wintacq     | Belgique    | ?         | 2/10/1955         | 1972-1979  | 31 (31)           | 3    | 0      | 0      |
| Freddy Wion        | Belgique    | ?         | ?                 | 1966-1967  | 0 (0)             | 0    | 0      | 0      |
| Albert Wouters     | Belgique    | Défenseur | 15/07/1964        | 1988-1993  | 29 (29)           | 0    | 1      | 0      |
| Marc Wuyts         | Belgique    | Attaquant | 12/09/1967        | 1999-2000  | 19 (19)           | 3    | 4      | 0      |

## X
| Joueur         | Nationalité | Position       | Date de naissance | Période(s) | Matches (dont D1) | Buts | Jaunes | Rouges |
| -------------- | ----------- | -------------- | ----------------- | ---------- | ----------------- | ---- | ------ | ------ |
| Didier Xhardez | Belgique    | Gardien de but | 1/06/1970         | 1999-2001  | 43 (43)           | 0    | 0      | 0      |

## Y
| Joueur         | Nationalité | Position          | Date de naissance | Période(s) | Matches (dont D1) | Buts | Jaunes | Rouges |
| -------------- | ----------- | ----------------- | ----------------- | ---------- | ----------------- | ---- | ------ | ------ |
| Steev Yousfi   | Belgique    | Milieu de terrain | 11/03/1974        | 2000-2002  | 18 (18)           | 1    | 4      | 0      |
| Soner Yurdakul | Turquie     | Milieu de terrain | 7/06/1975         | 1993-2009  | 165 (165)         | 13   | 16     | 1      |

## Z
| Joueur              | Nationalité | Position  | Date de naissance | Période(s) | Matches (dont D1) | Buts | Jaunes | Rouges |
| ------------------- | ----------- | --------- | ----------------- | ---------- | ----------------- | ---- | ------ | ------ |
| Theodor Zakkas      | Grèce       | ?         | 11/12/1965        | 1997-1998  | 21 (21)           | 2    | 0      | 0      |
| Yannick Zambernardi | France      | Défenseur | 3/09/1977         | 2004-2005  | 17 (17)           | 0    | 4      | 0      |
| Philippe Zampieri   | Belgique    | défenseur | 12/03/1964        | 1981-1991  | 0 (0)             | 0    | 0      | 0      |
| Slimane Zedazi      | France      | Attaquant | 26/07/1983        | 2007-2008  | 23 (23)           | 0    | 2      | 0      |
| Carlo Zoso          | Belgique    | ?         | 19/06/1964        | 1989-1994  | 50 (50)           | 12   | 6      | 0      |

### Sources
- (nl) « Liste des joueurs du club », sur Belgian Soccer Database